# Alephis
Alephis (лат.) — род вымерших млекопитающих из семейства полорогие. Жили в плиоцене (5,333—2,588 млн лет назад) на территории Европы (ископаемые остатки найдены в Испании, Италии и Греции).

## Описание
Это животное, должно быть, отдаленно напоминало антилопу гну, поскольку его телосложение представляло собой нечто среднее между телосложением большой антилопы и быка. Размеры были такими же, как у антилопы гну (вид Alephis tigneresi) или немного больше (Alephis lyrix), а вес составлял от 350 до 500 килограммов. По сравнению с нынешними антилопами гну и другими подобными, но более древними быками (такими как Parabos), Alephis обладал более короткими и крепкими ногами. В отличие от Parabos, обладавшего короткими и прямыми рогами, Alephis обладал удлиненными и слегка расходящимися рогами (у вида A. tigneresi) или изогнутыми наружу (A. lyrix). Зубной ряд состоял из гипсодонтовых премоляров и коренных зубов, но в остальном напоминал по морфологии нынешних нильгау.

## Классификация
Род Alephis был впервые описан в 1980 году Громоларом на основании окаменелостей, найденных в районе Перпиньяна на юге Франции. Типовой вид — A. lyrix, известный также в Италии (Dallan, 1988). Предком последнего, по-видимому, был A. tigneresi, описанный в 1991 году и немного старше; другой вид, иногда относимый к роду Alephis, — это A. boodon, чаще относимый к роду Parabos. И Alephis, и Parabos считаются быками подсемейства Bovinae, хотя и является базальном положении и близок к подсемейству Boselaphinae, частью которого является нильгау.

## Виды
По данным сайта Paleobiology Database, на август 2023 года в род включают 2 вымерших вида:
- Alephis lyrix  Gromolard, 1980
- Alephis tigneresi Michaux et al., 1991